# Etcetera (tijdschrift)
Etcetera is een Belgisch driemaandelijks gratis tijdschrift voor podiumkunsten met aandacht voor theater, dans, performance, muziektheater, circus en jeugdtheater. De nadruk ligt op makers en hun werk (zowel gevestigde waarden als nieuwkomers) maar ook op beleid, tendensen, organisaties en structuren. Het blad wordt verspreid in 250 theaters, kunstencentra, culturele centra, musea, cinema’s, hogescholen en cafés in Vlaanderen en Nederland.

## Geschiedenis
Etcetera werd opgericht in 1982 door Hugo De Greef en Johan Wambacq in de context van de aanstormende Vlaamse Golf, een vernieuwingsperiode binnen het Vlaamse theater. Het eerste nummer verscheen in januari 1983. Het tijdschrift is sindsdien een levend geheugen voor theater, performance en dans. Van 1983 tot 1987 werd Etcetera uitgegeven door uitgeverij Kritak, daarna gedurende korte tijd door uitgeverij Den Gulden Engel. Sedert 1987 wordt het blad in eigen beheer uitgegeven, eerst door de vzw Etcetera, dan door vzw Podiumfonds en sinds 1989 door vzw Theaterpublicaties. Tijdens de jaren 90 leiden conflicten binnen de redactie tot een groot aantal personeelswissels waarbij Etcetera bovendien ook af te rekenen had met een penibele financiële situatie. Vanaf 2000 profileerde het blad zich op vlak van discoursvorming, theorie en fundamenteel onderzoek. Sinds 2008 is er een bredere kijk op podiumkunsten en sinds 2014 wordt het blad gratis verspreid.

## Uitgevers en hoofdredacteurs
| Periode   | Uitgeverij                  | Hoofdredacteur                                                                                    |
| --------- | --------------------------- | ------------------------------------------------------------------------------------------------- |
| 1983-1986 | Uitgeverij Kritak           | -                                                                                                 |
| 1986-1988 | Uitgeverij Den Gulden Engel | Jef De Roeck                                                                                      |
| 1988      | vzw Etcetera                | Luk Van den Dries                                                                                 |
| 1988      | vzw Podiumfonds             | Luk Van den Dries                                                                                 |
| 1989-1991 | vzw Theaterpublicaties      | Luk Van den Dries                                                                                 |
| 1991-1993 | vzw Theaterpublicaties      | Erwin Jans                                                                                        |
| 1993      | vzw Theaterpublicaties      | Johan Wambacq                                                                                     |
| 1994-2008 | vzw Theaterpublicaties      | Marleen Baeten                                                                                    |
| 2008-2014 | vzw Theaterpublicaties      | Johan Reyniers                                                                                    |
| 2014-2015 | vzw Theaterpublicaties      | Lene Van Langenhove                                                                               |
| 2015- ?   | vzw Theaterpublicaties      | Chloë De Vos (redactiesecretaris)                                                                 |
| ? - nu    | vzw Theaterpublicaties      | Simon Baetens Charlotte De Somviele Floris Baeke (ad interim) Natalie Gielen (redactiesecretaris) |